# Safcsák Gyula
Safcsák Gyula  (Miskolc, 1933 – Jászberény, 2010) mérnök.

## Életútja
Az egyetemet szülővárosában végezte. 1958 áprilisában érkezett a jászberényi Fémnyomó és Lemezárugyárba, a LEHEL Hűtőgépgyár  jogelődjébe.
Szinte egész munkássága alatt a hűtőszekrények és hűtőbútorok  gyártmányfejlesztési  területén dolgozott. Részese volt azoknak az 1958 évi pillanatoknak, amikor az első Super 100-as – az első saját fejlesztésű magyar hűtőszekrény – sorozatgyártása elkezdődött.
Munkásságával jelentősen hozzájárult ahhoz, hogy exportképes hűtőkészülékek készülhettek Jászberényben, s a Lehel márka az országosan elismertté, egy korszak szimbólumává vált. Sok újítás, szabadalom fűződik a nevéhez. Gyártmányfejlesztési munkájával már 1975-ben kiérdemelte az Eötvös Loránd-díjat, ami hazánkban az egyik legnagyobb elismerés a mérnökök számára.
Az 1970-es években részese volt a hűtőpultok, majd a hűtőládák tervezésének, a gyártás beindításának és a jászárokszállási gyár létesítésének.
A Gépipari Tudományos Egyesületnek (GTE) és a Jászberényben található háztartási gépek szakosztályának aktív tagja volt. E társadalmi tevékenységét 1974-ben és 2004-ben is elismerték az egyesületben. 
A Lehel Hűtőgépgyár privatizációját követően nyugdíjba vonult. Mindig érdeklődött a technikai újdonságok iránt, naprakész volt szakmája legújabb eredményeivel. Tudását, tapasztalatát a  MAG ICS Kft. tanácsadójaként hasznosította haláláig.

## Díjai, elismerései
- Eötvös Loránd-díj (1975)
- Bánki Donát-emlékérem (2010)